# Эренхаузен
Эренхаузен (нем. Ehrenhausen) — ярмарочная коммуна (нем. Marktgemeinde) в Австрии, в федеральной земле Штирия. 
Входит в состав округа Лайбниц.  Население составляет 1074 человека (на 31 декабря 2005 года). Занимает площадь 3,03 км². Официальный код  —  6 10 05.

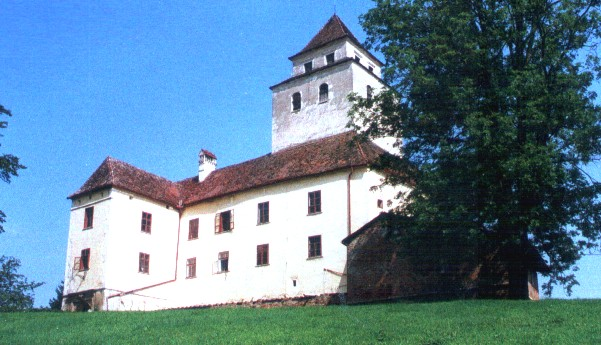
Замок

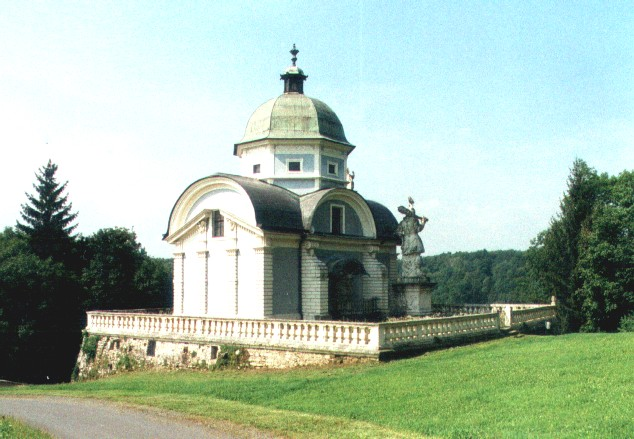
Эренхаузен

## Политическая ситуация
Бургомистр коммуны — Мартин Врачко (АНП) по результатам выборов 2005 года.
Совет представителей коммуны (нем. Gemeinderat) состоит из 15 мест.
- АНП занимает 9 мест.
- СДПА занимает 4 места.
- Партия Ehrenhausen Aktiv занимает 2 места.